# Cucumaria echinata
Cucumaria echinata är en sjögurkeart som beskrevs av Von Marenzeller. Cucumaria echinata ingår i släktet Cucumaria och familjen korvsjögurkor. Inga underarter finns listade i Catalogue of Life.